# Fußball-Weltmeisterschaft der Frauen 2007/Gruppe B
Resultate der Gruppe B der Fußball-Weltmeisterschaft der Frauen 2007:
| Pl. | Land      | Sp. | S | U | N | Tore    | Diff. | Punkte |
| --- | --------- | --- | - | - | - | ------- | ----- | ------ |
| 1.  | USA       | 3   | 2 | 1 | 0 | 005:200 | +3    | 07     |
| 2.  | Nordkorea | 3   | 1 | 1 | 1 | 005:400 | +1    | 04     |
| 3.  | Schweden  | 3   | 1 | 1 | 1 | 003:400 | −1    | 04     |
| 4.  | Nigeria   | 3   | 0 | 1 | 2 | 001:400 | −3    | 01     |

## USA – Nordkorea 2:2 (1:0)
| USA                                                                               | USA | Nordkorea | Nordkorea |
| --------------------------------------------------------------------------------- | --- | --- | --------- |
| USA                                                                               | \| 11. September 2007 um 11:00 Uhr (MESZ) in Chengdu (Chengdu-Sports-Center-Stadion) \| \| Zuschauer: 35.100 \| \| Schiedsrichterin: Nicole Petignat ( Schweiz) \|                                                 | \| 11. September 2007 um 11:00 Uhr (MESZ) in Chengdu (Chengdu-Sports-Center-Stadion) \| \| Zuschauer: 35.100 \| \| Schiedsrichterin: Nicole Petignat ( Schweiz) \|                                     | Nordkorea |
| USA                                                                               | Hope Solo – Christie Rampone, Cat Whitehill, Shannon Boxx, Heather O’Reilly (90.+2' Natasha Kai), Carli Lloyd, Kristine Lilly , Stephanie Lopez, Kate Markgraf, Lori Chalupny, Abby Wambach Cheftrainer: Greg Ryan | Jon Myong-hui – Kim Kyong-hwa, Om Jong-ran, Song Jong-sun, Ho Sun-hui (22. Kim Yong-ae; 90. Jong Pok-sim), Kil Son-hui, Ri Un-suk, Ri Kum-suk , Sonu Kyong-sun, Kong Hye-ok Cheftrainer: Kim Kwang-min | Nordkorea |
| USA                                                                               | 1:0 Abby Wambach (11.) 2:2 Heather O’Reilly (68.) | 1:1 Kil Son-hui (58.) 1:2 Kim Yong-ae (62.) | Nordkorea |
| USA                                                                               | Christie Rampone | Jong Pok-sim | Nordkorea |
| 11. September 2007 um 11:00 Uhr (MESZ) in Chengdu (Chengdu-Sports-Center-Stadion) | | |           |
| Zuschauer: 35.100                                                                 | | |           |
| Schiedsrichterin: Nicole Petignat ( Schweiz)                                      | | |           |

## Nigeria – Schweden 1:1 (0:0)
| Nigeria                                                                           | Nigeria | Schweden | Schweden |
| --------------------------------------------------------------------------------- | --- | --- | -------- |
| Nigeria                                                                           | \| 11. September 2007 um 14:00 Uhr (MESZ) in Chengdu (Chengdu-Sports-Center-Stadion) \| \| Zuschauer: 21.740 \| \| Schiedsrichterin: Niu Huijun ( Volksrepublik China) \|                                                                   | \| 11. September 2007 um 14:00 Uhr (MESZ) in Chengdu (Chengdu-Sports-Center-Stadion) \| \| Zuschauer: 21.740 \| \| Schiedsrichterin: Niu Huijun ( Volksrepublik China) \|                                                                                  | Schweden |
| Nigeria                                                                           | Precious Dede – Onomi Ebe, Christie George , Faith Ikidi, Ulumma Jerome – Maureen Mmadu (59. Efioanwan Ekpo) – Perpetua Nkwocha, Ifeanyi Chiejine, Rita Chikwelu, Chi-Chi Igbo (35. Stella Mbachu), Cynthia Uwak Cheftrainer: Ntiero Effiom | Hedvig Lindahl – Stina Segerström, Hanna Marklund, Sara Thunebro, Frida Östberg, Anna Paulson – Caroline Seger, Lotta Schelin (83. Linda Forsberg), Therese Sjögran – Hanna Ljungberg (69. Sara Johansson), Victoria Svensson Cheftrainer: Thomas Dennerby | Schweden |
| Nigeria                                                                           | 1:1 Cynthia Uwak (82.) | 0:1 Victoria Svensson (50.) | Schweden |
| Nigeria                                                                           | Therese Sjögran | | Schweden |
| 11. September 2007 um 14:00 Uhr (MESZ) in Chengdu (Chengdu-Sports-Center-Stadion) | | |          |
| Zuschauer: 21.740                                                                 | | |          |
| Schiedsrichterin: Niu Huijun ( Volksrepublik China)                               | | |          |

## Schweden – USA 0:2 (0:1)
| Schweden                                                                          | Schweden | USA | USA |
| --------------------------------------------------------------------------------- | --- | --- | --- |
| Schweden                                                                          | \| 14. September 2007 um 11:00 Uhr (MESZ) in Chengdu (Chengdu-Sports-Center-Stadion) \| \| Schiedsrichterin: Gyöngyi Gaál ( Ungarn) \| | \| 14. September 2007 um 11:00 Uhr (MESZ) in Chengdu (Chengdu-Sports-Center-Stadion) \| \| Schiedsrichterin: Gyöngyi Gaál ( Ungarn) \|                                                                                                   | USA |
| Schweden                                                                          | Hedvig Lindahl – Stina Segerström (81. Therese Lundin), Hanna Marklund, Caroline Seger, Lotta Schelin, Hanna Ljungberg, Victoria Svensson , Frida Östberg, Therese Sjögran (65. Nilla Fischer), Anna Paulson, Linda Forsberg Cheftrainer: Thomas Dennerby | Hope Solo – Christie Rampone, Cat Whitehill, Lindsay Tarpley (67. Heather O’Reilly), Carli Lloyd (46. Shannon Boxx), Leslie Osborne, Kristine Lilly , Stephanie Lopez, Kate Markgraf, Lori Chalupny, Abby Wambach Cheftrainer: Greg Ryan | USA |
| Schweden                                                                          | 0:1 Abby Wambach (34., Elfmeter) 0:2 Abby Wambach (58.) | | USA |
| Schweden                                                                          | Stina Segerström, Caroline Seger | | USA |
| 14. September 2007 um 11:00 Uhr (MESZ) in Chengdu (Chengdu-Sports-Center-Stadion) | | |     |
| Schiedsrichterin: Gyöngyi Gaál ( Ungarn)                                          | | |     |

## Nordkorea – Nigeria 2:0 (2:0)
| Nordkorea                                                                         | Nordkorea | Nigeria | Nigeria |
| --------------------------------------------------------------------------------- | --- | --- | ------- |
| Nordkorea                                                                         | \| 14. September 2007 um 14:00 Uhr (MESZ) in Chengdu (Chengdu-Sports-Center-Stadion) \| \| Zuschauer: 35.600 \| \| Schiedsrichterin: Tammy Ogston ( Australien) \|                                  | \| 14. September 2007 um 14:00 Uhr (MESZ) in Chengdu (Chengdu-Sports-Center-Stadion) \| \| Zuschauer: 35.600 \| \| Schiedsrichterin: Tammy Ogston ( Australien) \|                                                                                           | Nigeria |
| Nordkorea                                                                         | Jon Myong-hui – Kim Kyong-hwa (77. Jong Pok-sim), Om Jong-ran, Song Jong-sun, Kil Son-hui, Ri Un-suk, Ri Kum-suk , Ri Un-gyong, Sonu Kyong-sun, Kong Hye-ok, Kim Yong-ae Cheftrainer: Kim Kwang-min | Precious Dede – Efioanwan Ekpo, Perpetua Nkwocha, Onomi Ebe (30. Lillian Cole), Stella Mbachu, Ifeanyi Chiejine (80. Chi-Chi Igbo), Rita Chikwelu (61. Maureen Mmadu), Christie George , Faith Ikidi, Ulumma Jerome, Cynthia Uwak Cheftrainer: Ntiero Effiom | Nigeria |
| Nordkorea                                                                         | 1:0 Kim Kyong-hwa (17.) 2:0 Ri Kum-suk (21.) | | Nigeria |
| Nordkorea                                                                         | Ri Kum-suk | Ifeanyi Chiejine, Ulumma Jerome | Nigeria |
| 14. September 2007 um 14:00 Uhr (MESZ) in Chengdu (Chengdu-Sports-Center-Stadion) | | |         |
| Zuschauer: 35.600                                                                 | | |         |
| Schiedsrichterin: Tammy Ogston ( Australien)                                      | | |         |

## Nigeria – USA 0:1 (0:1)
| Nigeria                                                                              | Nigeria | USA | USA |
| ------------------------------------------------------------------------------------ | --- | --- | --- |
| Nigeria                                                                              | \| 18. September 2007 um 14:00 Uhr (MESZ) in Shanghai (Shanghai-Hongkou-Fußballstadion) \| \| Zuschauer: 6.100 \| \| Schiedsrichterin: Mayumi Oiwa ( Japan) \|                                                                                 | \| 18. September 2007 um 14:00 Uhr (MESZ) in Shanghai (Shanghai-Hongkou-Fußballstadion) \| \| Zuschauer: 6.100 \| \| Schiedsrichterin: Mayumi Oiwa ( Japan) \|                                                                                               | USA |
| Nigeria                                                                              | Precious Dede – Efioanwan Ekpo, Perpetua Nkwocha, Stella Mbachu, Rita Chikwelu, Chi-Chi Igbo (22. Ifeanyi Chiejine), Christie George , Faith Ikidi, Ulumma Jerome, Cynthia Uwak (83. Ogonna Chukwudi), Lillian Cole Cheftrainer: Ntiero Effiom | Hope Solo – Christie Rampone (77. Tina Ellertson), Cat Whitehill, Shannon Boxx, Heather O’Reilly, Carli Lloyd (64. Leslie Osborne), Kristine Lilly (84. Lindsay Tarpley), Stephanie Lopez, Kate Markgraf, Lori Chalupny, Abby Wambach Cheftrainer: Greg Ryan | USA |
| Nigeria                                                                              | 0:1 Lori Chalupny (1.) | | USA |
| Nigeria                                                                              | Lillian Cole | | USA |
| 18. September 2007 um 14:00 Uhr (MESZ) in Shanghai (Shanghai-Hongkou-Fußballstadion) | | |     |
| Zuschauer: 6.100                                                                     | | |     |
| Schiedsrichterin: Mayumi Oiwa ( Japan)                                               | | |     |

## Nordkorea – Schweden 1:2 (1:1)
| Nordkorea                                                                          | Nordkorea | Schweden | Schweden |
| ---------------------------------------------------------------------------------- | --- | --- | -------- |
| Nordkorea                                                                          | \| 18. September 2007 um 14:00 Uhr (MESZ) in Tianjin (Tianjin-Olympic-Center-Stadion) \| \| Zuschauer: 33.196 \| \| Schiedsrichterin: Christine Beck ( Deutschland) \|                                                                    | \| 18. September 2007 um 14:00 Uhr (MESZ) in Tianjin (Tianjin-Olympic-Center-Stadion) \| \| Zuschauer: 33.196 \| \| Schiedsrichterin: Christine Beck ( Deutschland) \| | Schweden |
| Nordkorea                                                                          | Jon Myong-hui – Kim Kyong-hwa (56. Hong Myong-gum), Om Jong-ran, Song Jong-sun, Kil Son-hui (80. Kim Ok-sim), Ri Un-suk, Ri Kum-suk , Ri Un-gyong, Sonu Kyong-sun, Kong Hye-ok, Kim Yong-ae (60. Jong Pok-sim) Cheftrainer: Kim Kwang-min | Hedvig Lindahl – Karolina Westberg, Hanna Marklund, Caroline Seger, Lotta Schelin, Hanna Ljungberg (40. Sara Thunebro, 89. Therese Lundin), Victoria Svensson , Frida Östberg, Therese Sjögran, Anna Paulson (69. Sara Johansson), Nilla Fischer Cheftrainer: Thomas Dennerby | Schweden |
| Nordkorea                                                                          | 1:1 Ri Un-suk (22.) | 0:1 Lotta Schelin (4.) 1:2 Lotta Schelin (54.) | Schweden |
| Nordkorea                                                                          | Kim Yong-ae, Jon Myong-hui | Frida Östberg, Lotta Schelin | Schweden |
| 18. September 2007 um 14:00 Uhr (MESZ) in Tianjin (Tianjin-Olympic-Center-Stadion) | | |          |
| Zuschauer: 33.196                                                                  | | |          |
| Schiedsrichterin: Christine Beck ( Deutschland)                                    | | |          |